# Marc Hellman
Marc Hellman (* 2. Juni 1941 in Bern) ist ein Schweizer Schlagzeuger des Modern Jazz.

## Leben und Wirken
Hellman begann mit fünfzehn Jahren, Schlagzeug zu lernen. Zunächst spielte er New Orleans Jazz, Dixieland und Swing. Nach Begegnungen mit Heinz Bigler war er 1959 im Trio mit Franz Biffiger und Heinz Christen einer der wenigen Musiker der Berner Jazzszene, die Modern Jazz aufführten.
1963 wechselte er ins Profilager und ging mit dem Sextett von Kurt Weil auf Gastspielreise nach Skandinavien. In der Folge arbeitete er mit Musikern wie u. a. Ted Curson, Albert Ayler, Clifford Jordan, Attila Zoller, Lou Bennett, Dexter Gordon, Don Byas, Jeremy Steig und Chet Baker, aber auch Musikern der Schweizer Szene wie George Gruntz, Franco Ambrosetti, Andy Scherrer, Pierre Favre, Robin Kenyatta oder Reggie Johnson. Kurzzeitig war er Mitglied des Quintetts von Albert Mangelsdorff, der Berner Band Off & Out und der Gruppe Drum Circus, die sich vom Jazz her dem Krautrock annäherte. Im New Dave Pike Set bildeten 1972 Eberhard Weber und er die neue Rhythmusgruppe für Dave Pike und Volker Kriegel. Von 1977 bis 1981 war er Mitglied der Fusiongruppe Tetragon (mit Peter Candiotto, Willy Bischof und Christian Geiser), mit der er auf dem Montreux Jazz Festival spielte. Daneben arbeitete er im Trio mit Beb Guérin und Daniel Bourquin. Auch gründete er ein eigenes Quartett bzw. Quintett, spielte aber auch im Trio von Art Lande, in Runo Erickssons Omnibus, im Raymond Court-Peter Candiotto Quintet und Peter Gigers Family of Percussion, in Reto Webers Swiss Drums Orchestra, mit der Dialektrockgruppe Rumpelstilz sowie mit Martin Heiniger. Weiterhin machte er Musik für Theater, Ballett und Tanz.

## Diskographische Hinweise
- Kurt Weil Plays Kurt Weill (1963)
- Drum Circus: Magic Theatre (1971, mit Peter Giger, Alex Bally, Joël Vandroogenbroeck, Gerd Dudek, Isla Eckinger, Carole Muriel, Polo Hofer)
- The New Dave Pike Set & Grupo Baiafro in Bahia Salomão (mit Volker Kriegel, Eberhard Weber, Djalma Corrêa, Edson Ernetério de Sant’Ana, Onias Camardelli; MPS 1972)
- Rumpelstilz: Vogelfueter (1975)
- Tetragon: Live at Montreux Jazz Festival (1977)
- Runo Ericksson: Omnibus (1980, mit Charlie Mariano, Werner Pirchner, Harry Pepl, Bruno Brandenberger)